# Edward Chilufya
Edward Chilufya (Kasama, 17 settembre 1999) è un calciatore zambiano, attaccante del Midtjylland e della nazionale zambiana.

## Caratteristiche tecniche
È un centravanti.

## Carriera

### Club
Nel 2017 viene acquistato dal Djurgården. Ha esordito in Allsvenskan il 24 maggio 2018 in occasione del match vinto 3-1 contro l'IFK Göteborg. Nell'arco di quel campionato gioca 8 partite, mentre nell'edizione seguente totalizza 9 presenze e una rete. Il suo utilizzo aumenta sia nel corso dell'Allsvenskan 2020 (16 presenze e 2 reti), sia nell'Allsvenskan 2021 quando gioca 29 partite tutte da titolare e si impone come miglior marcatore stagionale della sua squadra con 8 reti.
Nel gennaio 2022 viene ceduto ai danesi del Midtjylland in cambio di una cifra quantificata dai media in circa 2,5 milioni di euro, che potrebbero salire a circa 3,5 in caso di bonus.

### Nazionale
Con la nazionale under-20 zambiana ha disputato il campionato mondiale Under-20 2017; nel 2020 ha invece esordito in nazionale maggiore.
Nel 2023 ha partecipato alla Coppa d'Africa.

## Statistiche

### Presenze e reti nei club
Statistiche aggiornate al 14 agosto 2018.
| Stagione           | Squadra            | Campionato         | Campionato | Campionato | Coppe nazionali | Coppe nazionali | Coppe nazionali | Coppe continentali | Coppe continentali | Coppe continentali | Altre coppe | Altre coppe | Altre coppe | Totale | Totale | Totale |
| Stagione           | Squadra            | Comp               | Pres       | Reti       | Comp            | Pres            | Reti            | Comp               | Pres               | Reti               | Comp        | Pres        | Reti        | Pres   | Reti   |        |
| ------------------ | ------------------ | ------------------ | ---------- | ---------- | --------------- | --------------- | --------------- | ------------------ | ------------------ | ------------------ | ----------- | ----------- | ----------- | ------ | ------ | ------ |
| 2018               | Djurgården         | A                  | 8          | 0          | CS+CS           | 1+0             | 0               | UEL                | 0                  | 0                  |             | -           | -           | 9      | 0      |        |
| 2019               | Djurgården         | A                  | 9          | 1          | CS+CS           | 5+0             | 1+0             |                    | -                  | -                  |             | -           | -           | 14     | 2      |        |
| 2020               | Djurgården         | A                  | 16         | 2          | CS+CS           | 2+0             | 0+0             | UCL+UEL            | 1+2                | 0+0                |             | -           | -           | 21     | 2      |        |
| 2021               | Djurgården         | A                  | 29         | 8          | CS              | 5               | 6               |                    | -                  | -                  |             | -           | -           | 34     | 14     |        |
| Totale Djurgardens | Totale Djurgardens | Totale Djurgardens | 62         | 11         |                 | 13              | 7               |                    | 3                  | 0                  |             | -           | -           | 78     | 18     |        |
| feb.-giu. 2022     | Midtjylland        | SL                 | 13         | 3          | CD              | 3               | 0               |                    | -                  | -                  |             | -           | -           | 16     | 3      |        |
| 2022-2023          | Midtjylland        | SL                 | 26         | 1          | CD              | 2               | 1               | UCL+UEL            | 4+8                | 0+0                |             | -           | -           | 40     | 2      |        |
| lug.-ago. 2023     | Midtjylland        | SL                 | 3          | 0          | CD              | 0               | 0               | UECL               | 2                  | 1                  |             | -           | -           | 5      | 1      |        |
| 2023               | Häcken             | A                  | 8          | 5          | CS              | 0               | 0               | UEL                | 6                  | 0                  |             | -           | -           | 14     | 5      |        |
| 2024               | Häcken             | A                  | 11         | 2          | CS              | 1               | 1               |                    | -                  | -                  |             | -           | -           | 12     | 3      |        |
| Totale Hacken      | Totale Hacken      | Totale Hacken      | 19         | 7          |                 | 1               | 1               |                    | 6                  | 0                  |             | -           | -           | 26     | 8      |        |
| 2024-2025          | Midtjylland        | SL                 | 10         | 1          | CD              | 1               | 1               | UCL+UEL            | 4+5                | 1+1                |             | -           | -           | 20     | 4      |        |
| Totale Midtjylland | Totale Midtjylland | Totale Midtjylland | 52         | 5          |                 | 6               | 2               |                    | 23                 | 3                  |             | -           | -           | 81     | 10     |        |
| Totale carriera    | Totale carriera    | Totale carriera    | 133        | 23         |                 | 20              | 10              |                    | 32                 | 3                  |             | -           | -           | 185    | 36     |        |

### Cronologia presenze e reti in nazionale
| Cronologia completa delle presenze e delle reti in nazionale ― Zambia | Cronologia completa delle presenze e delle reti in nazionale ― Zambia | Cronologia completa delle presenze e delle reti in nazionale ― Zambia | Cronologia completa delle presenze e delle reti in nazionale ― Zambia | Cronologia completa delle presenze e delle reti in nazionale ― Zambia | Cronologia completa delle presenze e delle reti in nazionale ― Zambia | Cronologia completa delle presenze e delle reti in nazionale ― Zambia | Cronologia completa delle presenze e delle reti in nazionale ― Zambia |
| Data                                                                  | Città                                                                 | In casa                                                               | Risultato                                                             | Ospiti                                                                | Competizione                                                          | Reti                                                                  | Note                                                                  |
| --------------------------------------------------------------------- | --------------------------------------------------------------------- | --------------------------------------------------------------------- | --------------------------------------------------------------------- | --------------------------------------------------------------------- | --------------------------------------------------------------------- | --------------------------------------------------------------------- | --------------------------------------------------------------------- |
| 9-10-2020                                                             | Nairobi                                                               | Kenya                                                                 | 2 – 1                                                                 | Zambia                                                                | Amichevole                                                            | -                                                                     |                                                                       |
| 3-9-2021                                                              | Nouakchott                                                            | Mauritania                                                            | 1 – 2                                                                 | Zambia                                                                | Qual. Mondiali 2022                                                   | -                                                                     | 58’                                                                   |
| 7-9-2021                                                              | Lusaka                                                                | Zambia                                                                | 0 – 2                                                                 | Tunisia                                                               | Qual. Mondiali 2022                                                   | -                                                                     | 34’ 59’                                                               |
| 10-10-2021                                                            | Lusaka                                                                | Zambia                                                                | 1 – 1                                                                 | Guinea Equatoriale                                                    | Qual. Mondiali 2022                                                   | -                                                                     | 60’                                                                   |
| 3-6-2022                                                              | Yamoussoukro                                                          | Costa d'Avorio                                                        | 3 – 1                                                                 | Zambia                                                                | Qual. Coppa d'Africa 2023                                             | -                                                                     | 45’                                                                   |
| 7-6-2022                                                              | Lusaka                                                                | Zambia                                                                | 2 – 1                                                                 | Comore                                                                | Qual. Coppa d'Africa 2023                                             | -                                                                     | 78’                                                                   |
| 23-9-2022                                                             | Bamako                                                                | Mali                                                                  | 1 – 0                                                                 | Zambia                                                                | Amichevole                                                            | -                                                                     |                                                                       |
| 26-3-2023                                                             | Soweto                                                                | Lesotho                                                               | 0 – 2                                                                 | Zambia                                                                | Qual. Coppa d'Africa 2023                                             | -                                                                     | 45’                                                                   |
| 9-9-2023                                                              | Moroni                                                                | Comore                                                                | 1 – 1                                                                 | Zambia                                                                | Qual. Coppa d'Africa 2023                                             | -                                                                     | 84’                                                                   |
| 12-10-2023                                                            | al-'Ayn                                                               | Egitto                                                                | 1 – 0                                                                 | Zambia                                                                | Amichevole                                                            | -                                                                     | 80’                                                                   |
| 17-10-2023                                                            | Sharja                                                                | Zambia                                                                | 3 – 0                                                                 | Uganda                                                                | Amichevole                                                            | -                                                                     | 76’                                                                   |
| 17-11-2023                                                            | Ndola                                                                 | Zambia                                                                | 4 – 2                                                                 | Rep. del Congo                                                        | Amichevole                                                            | -                                                                     | 83’                                                                   |
| 9-1-2024                                                              | Gedda                                                                 | Zambia                                                                | 1 – 1                                                                 | Camerun                                                               | Amichevole                                                            | -                                                                     | 15’                                                                   |
| 21-1-2024                                                             | San-Pédro                                                             | Zambia                                                                | 1 – 1                                                                 | Tanzania                                                              | Coppa d'Africa 2023 - 1º turno                                        | -                                                                     | 87’                                                                   |
| 24-1-2024                                                             | San-Pédro                                                             | Zambia                                                                | 0 – 1                                                                 | Marocco                                                               | Coppa d'Africa 2023 - 1º turno                                        | -                                                                     | 71’                                                                   |
| 7-6-2024                                                              | Agadir                                                                | Marocco                                                               | 2 – 1                                                                 | Zambia                                                                | Qual. Mondiali 2026                                                   | 1                                                                     | 78’                                                                   |
| 11-6-2024                                                             | Ndola                                                                 | Zambia                                                                | 0 – 1                                                                 | Tanzania                                                              | Qual. Mondiali 2026                                                   | -                                                                     | 68’                                                                   |
| 6-9-2024                                                              | Bouaké                                                                | Costa d'Avorio                                                        | 2 – 0                                                                 | Zambia                                                                | Qual. Coppa d'Africa 2025                                             | -                                                                     | 26’                                                                   |
| 25-3-2025                                                             | Mosca                                                                 | Russia                                                                | 5 – 0                                                                 | Zambia                                                                | Amichevole                                                            | -                                                                     | 61’                                                                   |
| Totale                                                                |                                                                       | Presenze                                                              | 19                                                                    |                                                                       | Reti                                                                  | 1                                                                     |                                                                       |

## Palmarès

### Club

#### Competizioni nazionali
- Campionato svedese: 1

Djurgården: 2019

### Nazionale
- African Youth Championship: 1

Zambia 2017